# Lim Kimya
Lim Kimya, né en 1951 ou 1952 et mort assassiné le 7 janvier 2025 à Bangkok, est un homme politique franco-cambodgien, ancien député d'opposition du parlement cambodgien.